# وليام ثورنتون
وليام ثورنتون (بالإنجليزية: William E. Thornton)‏ (و. 1929 – م) هو ضابط، ورائد فضاء، وطبيب، وأستاذ جامعي من الولايات المتحدة الأمريكية . ولد في فيسون .

## ريادة الفضاء
شارك في المهمات الفضائية:
- STS-8
- STS-51-B.

## الخدمة العسكرية
خدم في القوات الجوية الأمريكية.